# Lista postaci serialu Przygody Merlina

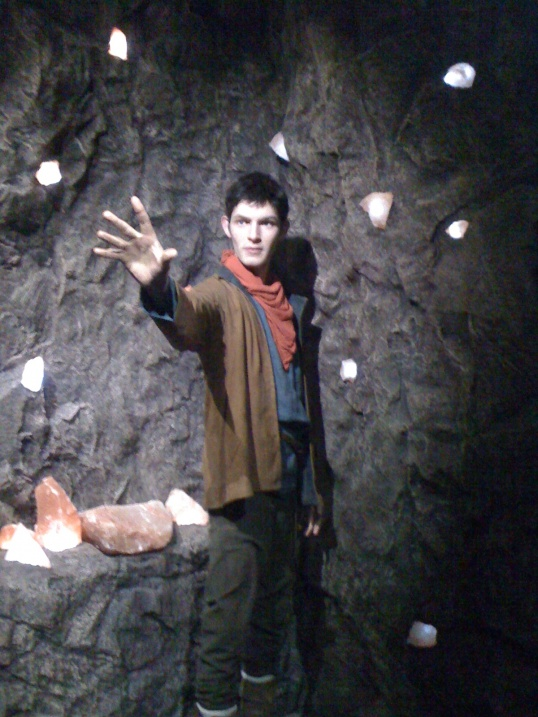
Figura woskowa Merlina w Zamku Warwick.

Poniżej znajduje się lista bohaterów brytyjskiego serialu Przygody Merlina, emitowanego na BBC One od 20 września 2008 roku do 24 grudnia 2012 roku. Serial składa się łącznie z 65 odcinków w pięciu sezonach. Twórcami serialu są Julian Jones, Jake Michie, Julian Murphy oraz Johnny Capps. Fabuła serialu opiera się na legendach arturiańskich i opowiada historię Merlina i jego służby księciu (a później królowi) Arturowi.

## Lista bohaterów[1]
- Merlin (Emrys) – młody, utalentowany czarodziej, który próbuje zachować swoje moce w sekrecie, gdyż magia w Camelocie jest karana śmiercią. Jest sługą i dobrym przyjacielem Artura Pendragona oraz ostatnim władcą smoków. Wiele razy uratował Artura i Camelot, o wielu jego wyczynach nikt nie wie. Ma poczucie humoru, często żartuje z Artura. Jest synem Hunith (wieśniaczki z Ealdoru) i Balinora (Władcy Smoków, Merlin poznał go dopiero w 26 odcinku, po jego śmierci w tymże odcinku Merlin przejął ten dar). Pochodzi z małej wioski Ealdor w królestwie Essetir, położonym na północ od Camelotu. Jest nieśmiertelny.

Sezon 1: W 1 odcinku opuszcza rodzinną miejscowość za namową matki, która boi się, że William, który odkrył dar chłopca powie o nim wszystkim, za co może Merlin zginąć. Hunith wysyła go do swojego przyjaciela Gajusza, który przyjmuje Merlina pod swój dach. Merlin wówczas używa magii do wykonywania prawie wszystkiego, co piętnuje Gajusz, który twierdzi, że magia służy do wielkich rzeczy. Poprzez wychowanie opiekuna Merlin przestaje tak często używać magii do wykonywania codziennych czynności. W 1 odcinku Gajusz daje mu swoją księgę czarów, z której uczy się Merlin. Na koniec pierwszego odcinka chłopiec zostaje sługą Artura w nagrodę za uratowanie mu życia. W 4 odcinku wypija truciznę, którą ma wypić Artur, ale przeżywa, gdyż książę przyniósł roślinę potrzebną do antidotum. W 5 odcinku zaprzyjaźnia się z Lancelotem, któremu pomaga w jego staraniach o bycie rycerzem Camelotu, a ten dowiaduje się o sekrecie Merlina, ale nie wyjawia go nikomu. W 7 odcinku ratuje Artura przed Aulfricem i Sophi'ą, którzy są Sidhe i chcą zabić Artura, aby uzyskać nieśmiertelność dla Sophii. W 8 odcinku pomaga w uratowaniu młodego Druida – Mordreda, pomimo tego, że Wielki Smok powiedział mu, że ten chłopiec zabije Artura. To dzięki Merlinowi w 9 odcinku powstaje Excalibur (miecz, który potrafi zabić zmarłego), którym Artur ma walczyć z Czarnym Rycerzem, ale walczy nim Uther. W 10 odcinku ratuje swoją rodzinną wioskę za pomocą magii. W 11 odcinku jest częścią próby Artura, który po zabiciu jednorożca musi udowodnić, że ma dobre serce. W 13 odcinku Merlin zabija Nimueh, aby uratować życie Gajusza.
Sezon 2: W 14 odcinku na chwilę traci posadę sługi Artura na rzecz Cedrica. W 16 odcinku pomaga Morganie w uzyskaniu informacji o jej darze i zaprowadza ją do Druidów. W 17 odcinku razem z Arturem ratują porwaną Gwen i Lancelota z rąk zbójów. W odcinkach 18 i 19 jako jedyny oprócz Gajusza wie, że Catrina to troll i próbuje to udowodnić. Na końcu 19 odcinka podaje Arturowi antidotum przeciwko napojowi wywołującemu pozorną śmierć. W 20 odcinku zostaje oskarżony o praktykowanie magii przez Arediana (Łowcę Czarownic), zostaje skazany na śmierć i trafia do lochu, ale wychodzi z niego, gdyż Gajusz przyjmuje na siebie jego winę, ale później chłopiec ratuje Gajusza dowodząc, że Aredian to czarownik. W 21 odcinku powstrzymuje Artura (który dowiedział się o okolicznościach swojego narodzenia) przed zabiciem Uthera. W 22 odcinku zakochuje się we Frei, która później umiera. Na koniec 25 odcinka uwalnia Wielkiego Smoka, który atakuje potem Camelot. W tymże odcinku podaje Morganie truciznę (cykutę), aby uchronić Camelot (została ona uratowana przez Morgause). W 26 odcinku poznaje swojego ojca Balinora, a po jego śmierci zostaje Władcą Smoków i wykorzystuje to do zmuszenia Smoka do zaprzestania ataków na Camelot.
Sezon 3: W 27 odcinku zostaje uratowany przez Wielkiego Smoka. W 29 odcinku zostaje aresztowany i skazany na śmierć za praktykowanie magii, gdyż oskarża go o to Gajusz, w którego ciało wszedł goblin. Merlin za pomocą magii ucieka z więzienia i chroni się w mieszkaniu Gwen. Został ułaskawiony przez króla po tym jak Gajusz (z którego wyszedł goblin) zapewnia króla, że chłopiec jest niewinny. W 31 odcinku przyczynia się do upadku Morgany ze schodów (aby zmienić przeznaczenie), która przez to jest bliska śmierci. Młody czarodziej uzdrawia jednak Morganę z pomocą Smoka, a ta następnie chce zabić Uthera, do czego nie dopuszcza Merlin. W 34 odcinku dostaje od Króla Rybaka wodę z jeziora Avalon, która ma Merlinowi "wskazać drogę, gdy wszystko wydaje się stracone". W 36 odcinku magicznie zmienia się w starca i bierze na siebie winę Gwen, aby uratować jej życie, gdyż ścigany za magię był potem starzec, którym w przeszłości był Merlin. W 38 odcinku razem z Arturem próbuje przynieść do Camelotu Kielich Życia, ale przejmuje go Morgause, która tworzy armię nieśmiertelnych, która zdobywa Camelot. Następnie wraca do Camelotu i zastaje tam zgliszcza oraz spotyka Gajusza w swojej izbie skąd zabiera księgę magii i wodę od Króla Rybaka, a następnie obserwuje koronację Morgany i odchodzi z zamku. Następnie w 39 odcinku w wodzie z jeziora Avalon pojawia się Freya, która informuje go, że nieśmiertelnych może zabić Excalibur, który leży na dnie jeziora. Po dostaniu miecza od dziewczyny idzie razem z Arturem do starożytnego zamku, a następnego dnia idzie razem z towarzyszami do Camelotu. Merlin uzbrojony w Excalibura razem z Lancelotem idzie wylać krew z Kielicha Życia, aby zniszczyć nieśmiertelną armię, co im się udaje mimo oporu Morgause (którą Merlin ciężko rani) i przy pomocy Gajusza. Na koniec odcinka Merlin umieszcza Excalibur w skale.
Sezon 4: W 40 odcinku idzie razem z Arturem na Wyspę Błogosławionych w celu naprawienia zasłony między światem żywych i umarłych, ale zostaje ciężko ranny po spotkaniu z Doroka (duchem zmarłych). W 41 odcinku Lancelot zabiera go do Gajusza, ale w drodze do Camelotu zostaje uzdrowiony przez duchy strumienia. Po wyzdrowieniu razem z Lancelotem dogania Artura w drodze na Wyspę i chce oddać życie zamiast Artura (do naprawy zasłony trzeba oddania życia), ale uprzedza go Lancelot. W 42 odcinku chce uzdrowić umierającego Uthera magią, będąc pod postacią starca, aby udowodnić Arturowi, że magia może służyć dobru, jednak nie udaje się mu to, gdyż Morgana nałożyła na króla koralik odbijający zaklęcia Merlina i król umiera. W 43 odcinku Merlin zdobywa jajo smoka i doprowadza do wylęgnięcia się białego smoka nadając mu imię Aithusa. W 44 odcinku za pomocą magii pomaga Arturowi wygrać pojedynek sam na sam, który decyduje o losach wojny. W 45 odcinku Merlin zostaje ranny, a następnie porwany przez Morganę, która wszczepia mu pod skórę fomorro, przez co Merlin musi wypełniać rozkazy czarownicy. Morgana odsyła Merlina do Camelotu z misją zabicia Artura, ale ten tego nie robi, gdyż Gajusz odkrywa podstęp i usypia stwora. Następnie Merlin udaje się do chaty Morgany pod postacią starca i po walce z czarownicą niszczy potwora matkę i uwalnia się spod władzy Morgany. W 46 odcinku szuka porwanego Gajusza. W tymże odcinku upewnia się, że Agravaine jest po stronie Morgany. W 47 odcinku on i Gwen jako jedyni nie są pod władzą Lamii, która zniewala umysły rycerzy, a Merlin próbuje uświadomić ich, że Lamia jest zła. W 50 odcinku nie może się pogodzić z tym, że Artur chce ożenić się z Mithian. W tymże odcinku spotyka Gwen, która przekazuje mu informację o planach Morgany dotyczących ataku na Camelot. W 51 odcinku ucieka z Arturem z zamku po zdobyciu Camelotu przez Morganę. Następnie razem z nim podróżuje z przemytnikami – Tristanem i Izoldą do Ealdoru, gdzie zatrzymują się. W następnym odcinku Agravaine atakuje wioskę zmuszając Merlina i Artura do ucieczki przez podziemia. Tam Merlin po odłączeniu się od grupy zabija w samoobronie Agravaine'a, który przed śmiercią dowiaduje się o mocy Merlina i uświadamia sobie, że to on jest Emrysem. Później Merlin namawia Artura do wyjęcia Excalibura ze skały, aby przywrócić mu wiarę w siebie. Następnie w nocy pod postacią starca zakrada się do komnaty Morgany w Camelocie i podkłada jej magiczną laleczkę, która odbiera jej moc. Następnego dnia bierze udział w wygranej bitwie o Camelot.
Sezon 5: W 53 odcinku Merlin razem z Arturem idzie do Ismeru w poszukiwaniu zaginionych rycerzy, ale napadają ich wojska Morgany, a następnie Artur i Merlin wpadają w pułapkę i są więźniami u Morgany, ale udaje im się zbiec. Wcześniej Merlin dowiaduje się od umierającego Druida, że Mordred będzie "zgubą Artura". W następnym odcinku Merlin razem z królem odbija zaginionych rycerzy z rąk Morgany. W 55 odcinku o darze Merlina dowiaduje się duch Uthera Pendragona, który zostaje wywołany przez Artura. W 56 odcinku Merlin uczestniczy w wyprawie Artura po ojca Mithian (którą kierowała Morgana), a następnie zostaje zaatakowany przez Morganę, ale ulecza go Gajusz za pomocą magii, a następnie Merlin ratuje Artura wywołując zawalenie jaskini. W 58 odcinku bierze udział w wyprawie Artura do Mrocznej Wieży, w poszukiwaniu Gwen. W 59 odcinku zostaje oskarżony o otrucie króla przez Gwen, która była pod kontrolą Morgany, a następnie ratuje życie króla za pomocą magii. W 60 odcinku zostaje zabrany w pułapkę Morgany przez chłopca, który udawał Druida i otruty, ale ratuje chłopiec go. Następnie Merlin ratuje życie Artura powodując niecelny strzał napastnika, który chciał zabić króla na zlecenie Saruma i Gwen. W 61 odcinku pod postacią Dolmy Merlin odczarowuje Gwen spod wpływu Morgany. W 62 odcinku spotyka się z Finą, kapłanką starej religii, która ostrzega go przed nadchodzącą bitwą o Camelot. W 63 odcinku donosi Arturowi o ucieczce Kary z lochów, w czym pomógł jej Mordred. Na końcu tegoż odcinka Mordred informuje Morganę, że Emrys to Merlin. W 64 odcinku zostaje pozbawiony magii przez Morganę, a następnie idzie do Kryształowej Groty, gdzie spotyka swojego ojca, który pomaga mu odzyskać moc. W 65 odcinku pomaga w bitwie dla Artura, a następnie wyznaje Arturowi swój sekret, kiedy ten jest ranny. Następnie próbuje uratować króla prowadząc go do jeziora Avalon. Następnie Merlin zabija Morganę Excaliburem, gdy ta próbuje powstrzymać go przed uratowaniem króla. Nie udaje mu się jednak uratować Artura, który umiera na jego rękach. Następnie Merlin kremuje ciało Artura na łódce na jeziorze Avalon i wrzuca Excalibur do jeziora.
- Artur Pendragon – książę, a od 42 odcinka król Camelotu. Syn Uthera Pendragona i Ygraine de Bois (która zmarła przy jego porodzie). Jest uparty, arogancki i lekkomyślny, ale poczciwy i dobroczynny. Bardzo dobrze włada mieczem, jest odważny. Przyjaźni się ze swoim sługą Merlinem, który kilkakrotnie uratował mu życie. Jest do niego bardzo przywiązany, ale nie chce tego wprost mówić. Został poczęty przy pomocy magii, o czym do 21 odcinka wiedzieli tylko Uther i Gajusz (w tym odcinku Arthur i Merlin dowiedzieli się tego od ducha matki Artura wywołanego przez Morgause).

Sezon 1: W 2 odcinku wygrywa turniej rycerski po pokonaniu stosującego magię Valianta w finale. W 4 odcinku ratuje życie Merlinowi (który wypija za niego truciznę) przynosząc roślinę potrzebną do przyrządzenia antidotum. W 7 odcinku zakochuje się w Sophii, która chce go zabić, aby uzyskać nieśmiertelność. W 8 odcinku pomaga uratować Mordreda. W 9 odcinku osiąga pełnoletniość i zostaje koronowany na księcia. W tymże odcinku ma walczyć na śmierć i życie ze Czarnym Rycerzem, który wstał z grobu, ale jego miejsce zajął Uther. W 11 odcinku zabija jednorożca przez w Camelocie woda zmienia się w piasek, a jedzenie psuje się, klęski ustają po tym jak Artur przechodzi próby i udowodnia, że jest człowiekiem czystego serca. W 13 odcinku jest bliski śmierci po ukąszeniu przez bestię, ale zostaje uratowany przez Merlina.
Sezon 2: W 15 odcinku zakochuje się w Gwen, gdy mieszka z nią podczas turnieju, ale ukrywa swoje uczucia przed wszystkimi, gdyż z powodu różnicy klasowej nie mogliby być razem. W 17 odcinku ratuje życie Lancelotowi i Gwen. W 19 odcinku zgadza się na zażycie eliksiru wywołującego pozorną śmierć, aby odczarować Uthera, który zakochał się w trollu. W 21 odcinku chce zabić ojca, po tym jak dowiedział się o okolicznościach swojego narodzenia, ale Merlin namawia go, aby tego nie robił. W 23 odcinku z powodu magii zakochuje się w Lady Vivian i przez to popada w konflikt z jej ojcem – królem Olafem. W 26 odcinku razem z Merlinem poszukuje Władcy Smoków, a następnie walczy ze smokiem w obronie zamku.
Sezon 3: W 27 odcinku odnajduje Morganę w lesie i zabiera ją do zamku. W 32 odcinku jest zmuszany przez ojca do wzięcia ślubu z księżniczką Eleną, czego jednak nie robi. W 34 odcinku zdobywa trójząb od Króla Rybaka, gdyż tego wymaga próba, jaką musiał przejść, aby udowodnić, że nadaje się na króla. W 37 odcinku pozwala Utherowi wygrać otwarty turniej rycerski bez zasad. W 38 odcinku na rozkaz Uthera próbuje zdobyć Kielich Życia od Druidów, co udaje mu się (po drodze wpada w ręce handlarza niewolnikami, spotyka Gwaine'a i zostaje ranny w nogę) ale, przejmuje go Morgause, która tworzy armię nieśmiertelnych, która zdobywa Camelot. Na końcu odcinka Artur wkrada się do zamku, gdzie zastaje zgliszcza i obserwuje z ukrycia koronację Morgany. Po opuszczeniu zamku w 39 odcinku Artur zdrowieje i popada w chwilową depresję, ale następnie po dołączeniu do jego grupy Gwen, Leona, Lancelota i Percivala idzie do starożytnego zamku, gdzie powołuje Rycerzy Okrągłego Stołu i pasuje na rycerzy Gwaine'a, Percivala, Elyana i Lancelota. Następnego dnia wyrusza do Camelotu, w celu zdobycia zamku, co staje się dzięki Merlinowi.
Sezon 4: W 40 i 41 odcinku razem z rycerzami idzie na Wyspę Błogosławionych, aby naprawić zasłonę między światem żywych i zmarłych oddając woje życie, ale broni go przed tym Merlin, który chce oddać swoje życie zamiast Artura, ale ostatecznie robi to Lancelot. W 42 odcinku ma urodziny, po których król Odyn chce go zabić, ale broni go Uther, który zostaje ciężko ranny. Artur chce uzdrowić ojca magią i udaje się do starca, którym jest postarzony Merlin i prosi go o pomoc, a ten się zgadza. Pomimo starań Merlina Uther umiera, gdyż Morgana daje królowi koralik odbijający zaklęcia Merlina. Artur wówczas utwierdza się w przekonaniu, że magia to czyste zło. Na końcu tego odcinka (42) zostaje koronowany na króla. W 44 odcinku za namową Agravaine'a zabija króla Kyrliona, który naruszył granice Camelotu, co niemal doprowadza do wojny między królestwami, ale Artur ratuje pokój doprowadzając do walki sam na sam z rycerzem Kyrliona o zwycięstwo w wojnie. Z pomocą Merlina walkę tę wygrywa Artur (mimo że Morgana zaczarowała miecz Artura). W 45 odcinku zamach na jego życie planuje Merlin, który jest pod władzą Morgany. W 47 odcinku zabija potwora, który wyszedł z Lamii i zaatakował Merlina i Gwen. W 48 odcinku oświadcza się Gwen i ma się z nią ożenić, ale ta zdradza króla ze wskrzeszonym przez Morganę Lancelotem za co Artur skazuje na banicję Gwen. W 49 odcinku Elyan, w którego wstąpił duch chłopca chce go zabić w zemście za swoją śmierć. Artur kończy ten konflikt przepraszając chłopca i przyrzekając, że zakończy eksterminację Druidów. W 50 odcinku chce poślubić Mitian – księżniczkę Nemetu, ale nie robi tego, gdyż nadal kocha Gwen. W 51 odcinku jego królestwo napadają wojska Morgany, które zdobywają Camelot. Wówczas król dowiedział się o zdradzie Agravaine'a. Poprzez wywołujące uległość zaklęcie Merlina Artur godzi się na ucieczkę z Camelotu, a następnie razem z Tristanem i Izoldą jadą do Ealdoru, gdzie Artur spotyka Gwen. W następnym odcinku wojska Agravaine'a atakują Artura, co zmusza go do ucieczki poprzez jaskinie. Następnie Artur traci wiarę w siebie, ale odzyskuję ją po wyjęciu Excalibura ze skały za namową Merlina. Następnego dnia Artur wraz ze zbiegłymi rycerzami walczy o Camelot, który po starciu z Heliosem udaje się im odzyskać (gdyż Morgana straciła moc przez Merlina). Na koniec odcinka Artur przebacza Gwen, bierze z nią ślub i czyni ją królową Camelotu.
Sezon 5: W 53 odcinku Artur wyrusza na poszukiwanie zaginionych rycerzy, ale zostaje zaatakowany, a później wzięty do niewoli przez ludzi Morgany, ale udaje się mu i Merlinowi zbiec. W 54 odcinku odbija zaginionych rycerzy z rąk Morgany z pomocą Mordreda, którego na koniec odcinka Artur pasuje na rycerza Camelotu. W 55 odcinku wywołuje ducha Uthera, który nie był zadowolony z poślubienia Gwen przez Artura i pasowania na rycerzy osób z ludu. Następnie Artur walczy z ojcem, którego następnie odsyła z powrotem do świata zmarłych. W 56 odcinku na prośbę Mithian (którą steruje Morgana, aby wpędzić Artura w pułapkę) Artur wyrusza na poszukiwania jej ojca, ale wpada w pułapkę ludzi Odyna, ale ratuje go Merlin, który wywołuje zawalenie się jaskini. Na koniec odcinka Artur mimo okazji nie zabija Odyna, z którym zawiera pokój. W 57 odcinku dostaje magiczną monetę od Osgara i idzie dowiedzieć się o niej do Disir, gdzie życie ratuje mu Mordred, który jest ciężko ranny. Aby go uzdrowić Artur ponownie udaje się do Disir, ale nie przyjmuje warunku jakim jest nawrócenie się na starą religię. W 58 odcinku wyrusza na poszukiwania Gwen do Mrocznej Wieży. W 59 odcinku Gwen, która jest pod wpływem Morgany próbuje zabić Artura podając mu lulek, ale życie Artura ratuje Merlin za pomocą magii. W 60 odcinku zamach na jego życie planuje Sarum, z którym Artur chce podpisać sojusz. W 61 odcinku Artur dowiaduje się, że Gwen spiskuje z Morganą, a następnie idzie z uśpioną Ginewrą do kotła Arianrod, gdzie Merlin pod postacią Dolmy uwalnia Gwen spod czaru Morgany. W 63 odcinku skazuje na śmierć Karę, ukochaną Mordreda, za co ten odwraca się od niego i przechodzi na stronę Morgany. W 64 odcinku na jego królestwo napada Morgana, co doprowadza do bitwy na przełęczy Camlan, podczas której w 65 odcinku w zwycięstwie pomaga mu Merlin pod postacią starca. Następnie Mordred rani Artura mieczem wykutym w oddechu smoka, a następnie ranny Artur zabija Mordreda. Później Artur dowiaduje się, że Merlin jest czarownikiem. Na początku szokuje go ta informacja i dziwi się dlaczego Merlin nadal zachowuje się jak jego sługa, lecz później godzi się z tą informacją. Następnie idzie razem z Merlinem do jeziora Avalon, gdzie Artur mógł być uzdrowiony, ale umiera w drodze. Następnie Smok przepowiada, że Artur powróci w momencie największej potrzeby Camelotu. Ciało Artura zostaje skremowane przez Merlina na łódce na jeziorze Avalon.
- Gajusz – starzec, medyk i doradca Uthera Pendragona, a następnie Artura i Ginewry, opiekun i nauczyciel Merlina, którego dar poznał już w 1 odcinku. Posiada ogromną wiedzę. W przeszłości praktykował magię (to on poprosił Nimueh o sprawienie za pomocą magii, aby matka Artura stała się płodna), ale teraz zajmuje się nauką, gdyż magia została zakazana. Gajusz jednak nie porzucił całkowicie magii. Traktuje Merlina jak własnego syna, którego nigdy nie miał. Jest także zaufanym przyjacielem Hunith, matki chłopca. Nosi długie, siwe włosy; używa okularów. Jest w Camelocie od narodzin Artura. Leczył Morganę od dzieciństwa. Przygotowuje posiłki dla Merlina.

Sezon 1: W 1 odcinku przyjmuje pod swój dach Merlina, u którego odkrywa magiczną moc oraz daje mu swoją magiczną księgę. W 6 odcinku chwilowo zostaje zwolniony z posady medyka na rzecz Edwina Muirdena. W 13 odcinku jest gotów oddać życie dla Nimueh zamiast Merlina.
Sezon 2: W 19 odcinku przygotowuje napój wywołujący pozorną śmierć dla Artura. W 20 odcinku oddaje się w ręce Łowcy Czarownic zamiast Merlina i zostaje skazany na śmierć, ale Merlin udowadnia jego niewinność.
Sezon 3: W 35 odcinku spotyka swoją dawną miłość – Alicję, której nie widział przez 20 lat. Zamieszkuje ona razem z nim i Merlinem, ale pod wpływem mantykory staje się zła i doprowadza do otrucia Uthera, za co zostaje skazana na śmierć, ale Gajusz pomaga jej w ucieczce z więzienia (po śmierci potwora Alicja powraca na stronę dobra). W 36 odcinku przygotowuje Merlinowi antidotum na zaklęcie postarzające, podczas gdy Merlin pod postacią starca jest skazany na śmierć. W 38 odcinku ukrywa się w swojej izbie podczas inwazji wojsk Morgause na Camelot, ale zostaje odnaleziony przez Merlina, a następnie leczy ranę Artura. W 39 odcinku razem z towarzyszami idzie do starożytnego zamku, gdzie staje po stronie Artura, a następnego dnia samotnie idzie do Camelotu pomagać Merlinowi (bez niczyjej wiedzy i mimo nakazu pozostania z Gwen w zamku), którego broni przed Morgause i pomaga mu wylać krew z Kielicha Życia.
Sezon 4: W 45 odcinku Gajusz odkrywa, że Merlin (który jest wówczas pod władzą Morgany) chce zabić Artura, a następnie usypia fomorro przez co Merlin ma czas na zabicie potwora matki. W 46 odcinku zostaje oskarżony przez Agravaine'a o zdradę, a następnie jest porwany przez Alatora na zlecenie Morgany, który za pomocą tortur chciał dowiedzieć się kim jest Emrys, co udaje mu się, ale nie mówi tego Morganie, gdyż przechodzi na stronę Merlina. Na koniec odcinka zostaje odnaleziony przez Gwaine'a i zaprowadzony do Camelotu. W tymże odcinku upewnia się, że Agravaine jest po stronie Morgany. W 51 odcinku Gajusz nie chce się ewakuować ze zdobytego przez Morganę Camelotu, aby nie spowalniać Merlina i Artura, co doprowadza, że w 52 odcinku jest w lochu razem z Gwainem i Elyanem, a tam ciężko choruje z powodu braku pożywienia. Na koniec odcinka Percival uwalnia go z lochu po odzyskaniu Camelotu przez Artura.
Sezon 5: W 56 odcinku uzdrowia Merlina za pomocą magii. W 59 odcinku podaje Merlinowi eliksir postarzający, co pomaga mu w ucieczce z lochu. W 61 odcinku informuje Artura o sposobie uwolnienia Gwen spod władzy Morgany. W 62 odcinku donosi dla Artura o obecności Finy (wietrząc spisek Morgany), co doprowadza do pościgu za kapłanką. W 64 i 65 odcinku przebywa w obozie podczas bitwy na przełęczy Camlan. Następnie informuje Merlina o sposobie uzdrowienia Artura i wyjeżdża do Camelotu, gdzie przekazuje Gwen pieczęć królewską i mówi jej, że czarownik z bitwy mieszka w Camelocie i teraz opiekuje się Arturem.
- Uther Pendragon – król Camelotu, ojciec Artura. Jest bezwzględnym i okrutnym człowiekiem, ale troszczy się o poddanych i przyjaciół. Bardzo kocha swoje dzieci: Artura i Morganę. Nienawidzi magii, którą zakazał i karze śmiercią. 20 lat przed akcją 1 odcinka zakończyła się Wielka Czystka, czyli wielkie zwycięstwo Uthera nad magią. Ma długą bliznę na czole nad prawym okiem. Jego żoną była Ygraine, która zmarła przy porodzie Artura. Przez swoją nienawiść do magii ma wielu wrogów. W 37 odcinku wyznał podczas turniejowej walki z Arturem, że w jego wieku zdobył Camelot, nie odziedziczył go po nikim.

Sezon 1: W 1 odcinku daje Merlinowi posadę sługi Artura w zamian za uratowanie życia syna. W 9 odcinku używa Excalibura do pokonania Czarnego Rycerza, który powstał z grobu w celu zabicia króla. W 12 odcinku zamach na jego życie przygotowuje Morgana, która spiskuje ze zbójami. W tymże odcinku król zabija ojca Gwen.
Sezon 2: W 18 odcinku Uther żeni się z trollem udającym Lady Catrinę Gregor, jednak odkrywa jej prawdziwą naturę w następnym odcinku po uronieniu łez nad ciałem Artura, który jest w stanie pozornej śmierci, a następnie Artur zabija trolla. W 21 odcinku chce zabić go jego syn, który dowiaduje się prawdy o swoim narodzeniu. W 25 odcinku jego zamek atakuje armia powołana przez Morgause. W tymże odcinku odwraca się od niego Morgana, o czym król nie wie. W 26 odcinku jego królestwo atakuje Wielki Smok.
Sezon 3: W 27 i 28 odcinku traci zmysły z powodu magii Morgause i Morgany, a jego zamek jest atakowany przez wojska Cenreda i Morgause. W 31 odcinku wyjawia Gajuszowi, że jest ojcem Morgany, co ona i Merlin podsłuchują. W 35 odcinku zostaje otruty przez Alicję, dawną miłość Gajusza (która pod wpływem mantykory staje się zła), która dodaje jad potwora do leku króla, ale Uther zdrowieje po śmierci mantykory. W 37 odcinku za namową Morgany bierze udział w otwartym turnieju rycerskim bez zasad i wygrywa go po półfinałowym zwycięstwie z Arturem. W 38 odcinku chce zdobyć Kielich Życia, ale nie udaje mu się to i puchar trafia w ręce Morgause, która tworzy armie nieśmiertelnych. Uther zostaje później pojmany przez nią, zostaje mu zabrana korona i dowiaduje się o zdradzie Morgany, gdy patrzy na jej koronację. W 39 odcinku zostaje wtrącony do lochów i popada w depresję, ale zostaje uwolniony przez Artura.
Sezon 4: W odcinkach 40 i 41 jest w słabej formie psychicznej i opiekuje się nim Gwen. W 42 odcinku odzyskuje humor podczas urodzin Artura, ale zostaje ranny mieczem w serce po uroczystości przez Olafa, który chce zabić Artura. Pomimo starań Artura, który chce go uzdrowić magią i używającego magii Merlina pod postacią starca Uther umiera, gdyż Morgana poprzez Agravaine'a daje mu magiczny koralik odbijający uzdrawiające zaklęcia Merlina. Po śmierci Uthera koronę dziedziczy Artur.
Sezon 5: W 55 odcinku Artur wywołał ducha Uthera, który wyraża mu swoje niezadowolenie z powodu ożenku Artura z Gwen i pasowania na rycerzy osób, które nie są szlachetnie urodzone. Następnie duch Uthera nawiedza Camelot doprowadzając do dziwnych zdarzeń w zamku, a następnie Uther rani Percivala toporem oraz atakuje Gwen. Później Uther atakuje Artura, którego chce zabić, co udaremnia Merlin za pomocą magii. Uther wówczas dowiaduje się, że sługa Artura ma moc, a następnie atakuje go. Na koniec duch zostaje odesłany do świata zmarłych przez Artura, przed tym jak król chciał powiadomić syna o mocy Merlina.
- Ginewra (Gwen) – skromna służąca Morgany i jej wierna przyjaciółka, jednak po przejściu Morgany na złą stronę ich przyjaźń zaczęła się rozpadać, aż w końcu stały się sobie wrogie. Przyjazna, otwarta, pomocna dziewczyna z dobrym sercem, która zrobiłaby wszystko dla swoich przyjaciół. Jest córką kowala Toma, który został zabity przez Uthera w 12 odcinku za kontakty z czarownikiem. Nie znała swojej matki. Jej bratem jest Sir Elyan.

Sezon 1: W 3 odcinku zostaje skazana na śmierć za rzekome wywołanie epidemii magicznej choroby, ale zostaje uratowana przez Merlina. W 9 odcinku daje Merlinowi najlepszy miecz swojego ojca, który później stał się Excaliburem.
Sezon 2: Od 15 odcinka jest zakochana w Arturze, w tymże odcinku udziela mu też schronienia na czas turnieju rycerskiego. W 17 odcinku zostaje porwana jako Morgana dla okupu, gdzie spotyka Lancelota, w którym nadal jest z wzajemnością zakochana. Rycerz próbuje ją ratować, ale nie udaje mu się, ale Lancelota i Gwen ratują Artur i Merlin. W 23 odcinku odczarowuje Artura z miłości do Lady Vivian poprzez pocałunek.
Sezon 3: W 29 odcinku pomaga Merlinowi przyjmując go do swojego domu po jego ucieczce z więzienia oraz pomagając mu w wygnaniu goblina z ciała Gajusza. W 33 odcinku jest porwana przez ludzi Cenreda i dostaje zadanie przyprowadzenia Artura do Cenreda, Morgause i Morgany. Wówczas spotyka również pierwszy raz od 4 lat swojego brata Elyana. W 34 odcinku dowiaduje się, że Morgana jest zła i używa magii. W 36 odcinku zostaje oskarżona o zaczarowanie Artura i skazana na śmierć przez Uthera i za namową Morgany, ale Merlin ratuje jej życie. W 38 odcinku przebywa w Camelocie podczas zdobycia zamku przez Morgause i udaje, że jest wierna Morganie. W następnym odcinku uwalnia Sir Leona i razem z nim ucieka z zamku do Artura nieświadomie naprowadzając Morgause na księcia. Następnie idzie do starożytnego zamku, w którym zostaje podczas wygranej bitwy o Camelot.
Sezon 4: Po odejściu Morgany z zamku jest służącą Uthera, który jest w kiepskiej formie psychicznej, a w 42 odcinku umiera. W 41 odcinku sprzeciwia się Agravaine’owi, który zamyka bramy królestwa przed szukającymi schronienia przed Doroka wieśniakami i wymusza zmianę jego decyzji. Za to zostaje napadnięta przez Morganę w drodze powrotnej od Agravaine'a i jest ranna, ale Gajusz ją ulecza. W 44 odcinku Artur za namową Agravaine'a mówi jej, że nie mogą być razem z powodu różnicy w klasach społecznych, ale pod koniec odcinka odwołuje to i przeprasza Gwen. W 45 odcinku chroni Artura przed Merlinem, który pod władzą Morgany chciał zabić króla. W 47 odcinku Gwen i Merlin jako jedyni z grupy nie są pod władzą Lamii i próbują uświadomić rycerzy o intencjach dziewczyny. W 48 odcinku oświadcza się jej Artur i Gwen przygotowuje się do ślubu. Jednak w przeddzień uroczystości Gwen zdradza króla ze wskrzeszonym Lancelotem (z powodu magicznej bransolety Morgany) i zostaje wygnana przez Artura z Camelotu. Po wygnaniu udaje się na wieś i pasie świnie. W 50 odcinku zostaje uprowadzona przez Heliosa ze względu na swoją urodę. Następnie podsłuchuje rozmowę Heliosa i Morgany, przez co jest zmuszona do nieudanej ucieczki i zostaje zamieniona przez Morganę w łanię, a następnie Gwen zostaje ciężko ranna podczas łowów Artura. Następnie zmienia się z powrotem w człowieka i spotyka Merlina, którego informuje o planach Morgany. Następnie wyjeżdża do Ealdoru, gdzie spotyka Artura. W następnym odcinku razem z nim bierze udział w wygranej bitwie o Camelot, podczas której walczy z Morganą, a ratuje ją Merlin. Na koniec odcinka Artur przebacza jej zdradę i para bierze ślub, po czym Gwen staje się królową Camelotu.
Sezon 5: W 53 i 54 odcinku sprawuje władzę w Camelocie pod nieobecność męża. Wydaje wówczas wyrok śmierci na swoją służkę Sefę (za zdradę), ale udaje jej się zbiec. W 55 odcinku zostaje zaatakowana przez ducha Artura, ale przed spaleniem ratuje ją Merlin. W 56 i 57 odcinku odradza Arturowi wyjazdy na niebezpieczne misje, w trosce o jego życie. W 58 odcinku zostaje porwana przez Morganę podczas powrotu z grobu ojca i umieszczona w Mrocznej Wieży, gdzie ma omamy z powodu korzenia Mandragory. Na koniec odcinka zostaje uwolniona przez Elyana, który umiera na jej rękach od ciosu magicznego miecza. W tymże odcinku zostaje poddana obrzędowi Tinadiaga, przez co w odcinkach 58-61 jest pod władzą Morgany i chciała śmierci Artura. W 59 odcinku podcina siodło Artura podczas jego wyprawy, co doprowadza do upadku króla i jego walki ze zbójami. Następnie podaje Arturowi lulek (truciznę), ale życie Artura za pomocą magii ratuje Merlin. W 60 odcinku Gwen namawia Saruma do dokonania zamachu na życie Artura podczas podpisywania traktatu. W 61 odcinku Artur dowiaduje się o jej spiskowaniu z Morganą, a następnie zabiera Gwen do kotła Arianrod, gdzie Merlin pod postacią Dolmy uwalnia Gwen spod władzy Morgany. W 64 odcinku jedzie z Arturem na bitwę na przełęczy Camlan, podczas której przebywa w obozie. W 65 odcinku wraca do Camelotu, poszukuje męża i domyśla się, że Merlin ma moc. Po informacji o śmierci Artura Ginewra zostaje koronowana na królową Camelotu.
- Morgana – zła czarodziejka, o tym, że ma magiczną moc dowiedziała się w 16 odcinku, a w 25 przeszła na stronę zła. Przedtem przyjaźniła się ze swoją służką Gwen pomimo ich różnic klasowych. Ma koszmary (które leczył Gajusz), widzi przyszłość podczas snu. Jest nieślubną córką Uthera i Viviane, ale została uznana za dziecko Gorloisa, który był mężem jej matki. Gdy Morgana miała 10 lat zginął jej przybrany ojciec, a opiekę nad dzieckiem przejął Uther, który zabrał ją do Camelotu. Do 31 odcinka wszyscy poza królem myśleli, że Morgana jest wychowanicą króla. W tym odcinku Uther wyjawił prawdę Gajuszowi, co podsłuchali Merlin i umierająca wówczas Morgana.

Sezon 1: W 8 odcinku ratuje młodego Druida, którym jest Mordred. W 12 odcinku chwilowo odwraca się od Uthera (z powodu zabicia ojca Gwen) spiskując ze zbójami i planując zamach na Uthera. Ostatecznie jednak Morgana powraca na stronę króla i ratuje Uthera zabijając napastnika, z którym wcześniej spiskowała.
Sezon 2: W 16 odcinku odkrywa swój magiczny dar. W 17 odcinku zostaje napadnięta przez zbójów, ale udaje jej się uciec, lecz zostawia u napastników Gwen i domaga się poszukiwań swojej przyjaciółki. W 25 odcinku za sprawą swojej przyrodniej siostry Morgause przechodzi na złą stronę. Zostaje otruta jednak przez Merlina, a siostra zabiera ją z Camelotu przy pomocy magii, w celu uzdrowienia jej.
Sezon 3: Morgana powraca do królestwa rok po zniknięciu, w 27 odcinku. Pomimo iż udaje, że jest dobra (w co przez chwilę wierzy nawet Merlin), naprawdę nadal stoi po stronie zła. Prawdy o Morganie nie zna nikt oprócz Merlina i Gajusza oraz od 34 odcinka Gwen. W 31 odcinku spada ze schodów i jest bliska śmierci, ale ratuje ją Merlin. Podczas, gdy Morgana nie jest przytomna dowiaduje się, że jest nieślubną córką Uthera, za co chce zabić króla, co udaremnia Merlin. W 33 odcinku próbuje zabić Artura, żeby być następczynią tronu. W 36 odcinku chce doprowadzić do śmierci Gwen, aby ta nie została królową Camelotu. W 37 odcinku namawia Uthera do wzięcia udziału w otwartym turnieju rycerskim bez zasad, z nadzieją, że król zginie w walce. W 38 odcinku zostaje koronowana na królową Camelotu na oczach Uthera po tym jak armia jej siostry Morgause zdobywa Camelot. W następnym odcinku rządzi królestwem, próbuje zmusić rycerzy Camelotu do posłuszeństwa, a po rozlaniu Kielicha Życia przez Merlina znajduje ciało ciężko rannej Morgause i znika z nią.
Sezon 4: W czwartej serii ukrywa się w chatce w lesie, spiskuje z Agravaine’em i nadal chce zniszczyć Camelot. W 40 odcinku dobija Morgause na jej życzenie na Wyspie Błogosławionych jednocześnie niszcząc zasłonę między światem żywych i zmarłych. W tym samym odcinku dowiaduje się, że zabić ją ma Emrys, którego Morgana nie zna i nie wie, że Emrys to Merlin. W 41 odcinku daje Agravaine’owi magiczny koralik, który ten nakłada konającemu Utherowi. Koralik ten odwraca uzdrawiające zaklęcia Merlina i król umiera. W 44 odcinku sprzymierza się z żoną królową Annis, która chce zaatakować Camelot, aby pomścić śmierć męża. Zaczarowuje miecz Artura podczas jego walki sam na sam, ale z pomocą Merlina Artur wygrywa pojedynek. W 45 odcinku wszczepia Merlinowi fomorro pod skórę, przez co młody czarodziej jest pod jej władzą, a następnie każe mu zabić Artura. Pod koniec odcinka walczy z Merlinem, który jest pod postacią starca (który ma wygląd mężczyzny, który przyśnił się Morganie i ma ją zabić). W 46 odcinku zleca porwanie Gajusza, od którego chce się dowiedzieć kim jest Emrys. W 48 odcinku wskrzesza Lancelota, który musi słuchać jej rozkazów, a następnie wysyła go do Camelotu, aby uwiódł Gwen. W 50 odcinku dostaje od Agravaine'a plany tunelów pod Camelotem i razem z Heliosem planuje atak na Camelot. W 51 odcinku atakuje i zdobywa zamek po czym zasiada na tronie Camelotu i chce znaleźć i zabić Artura. W 52 odcinku Merlin odbiera jej moc, przez co ta nie może zabić Artura, który walczy o odzyskanie zamku. Następnie walczy z Gwen, ale zostaje pokonana przez Merlina, po czym ucieka z Camelotu, będąc ranna, a w lesie uzdrawia ją biały smok Aithusa.
Sezon 5: W 53 szuka Diamaira – klucza do wszelkiej wiedzy w podziemiach swojego zamku. Porywa wówczas Gwaine'a i Percivala, których zmusza do pracy i spodziewa się przyjścia Artura po swoich rycerzy. W 54 odcinku znajduje i walczy z Arturem, ale zdradza ją Mordred, który rani ją sztyletem. W 56 odcinku razem z Odynem zdobywa Nemeth, a następnie zmusza księżniczkę Mithian do wykonywania jej rozkazów i zaprowadzenia Artura w pułapkę (Morgana udaje służkę księżniczki). Na koniec ujawnia się przed Arturem, gdy ten jest już schwytany. Artur zostaje uratowany przez Merlina, który zaatakował potem Morganę. W 58 odcinku porywa Gwen i zabiera ją do Mrocznej Wieży w celu zwabienia Artura i przeciągnięcia Ginewry na swoją stronę, co jej się udaje za pomocą obrzędu Tinadiaga. W odcinkach 59 i 60 steruje Gwen i każe jej zabić Artura. W 61 odcinku próbuje powstrzymać Merlina przed wyzwoleniem Gwen spod wpływu Morgany, ale atakuje ją Mordred. W 62 odcinku porywa Alatora, od którego próbuje dowiedzieć się kim jest Emrys. Na końcu 63 odcinka na jej stronę przechodzi Mordred, który informuje ją, że Emrys to Merlin. W 64 odcinku pozbawia Merlina mocy i napada na Camelot. W 65 odcinku znajduje Artura nad jeziorem Avalon, ale Merlin zabija ją Excaliburem.
- Wielki Smok (Kilgharrah) – jedyny smok (do czasu narodzin Aithusy), który został pojmany i uwięziony w jaskiniach pod Camelotem 20 lat przed akcją pierwszego odcinka, podczas Wielkiej Czystki. Jest bardzo mądry, Merlin przychodził do niego często po poradę. Ma ponad 1000 lat. Nienawidzi Uthera, który go uwięził.

W 1 i 2 serii pomaga młodemu czarownikowi udzielając mu porad. W 1 odcinku zapoznaje Merlina z jego przeznaczeniem. W 8 odcinku informuje Merlina, że Mordred zabije Artura oraz odradza mu ratowanie chłopca. W 9 odcinku dzięki jego tchnieniu powstaje Excalibur. Na koniec 25 odcinka Merlin uwalnia Smoka, a ten atakuje Camelot w następnym odcinku mszcząc się na Utherze. Zaprzestaje ataków na rozkaz Merlina, który po śmierci ojca stał się Władcą Smoków. Od trzeciej serii jest sługą Merlina, w 27 odcinku ratuje mu życie. W 31 odcinku jest zmuszony pomóc Merlinowi w uzdrowieniu Morgany, mimo że widzi negatywne skutki tego działania. W 39 odcinku podwozi Merlina 20 mil spod Camelotu do jeziora Avalon, skąd Merlin dostaje od Frey'i Excalibur. W 41 odcinku niszczy Doroka na wezwanie Merlina i spotyka Lancelota. W 43 odcinku wylęga się biały smok Aithusa z jaja, które ocala Merlin; dzięki temu Kilgara nie jest jedynym smokiem na świecie. W 52 odcinku pomaga Merlinowi atakując wojska Agravaine'a, a następnie udziela porady Merlinowi. W 5 serii jest już stary i bliski śmierci lecz nadal służy Merlinowi. W 65 odcinku informuje Merlina, że zmarły Artur powróci do Camelotu, gdy ten będzie w potrzebie.
- Agravaine de Bois – brat matki Arthura, wuj Artura, który po śmierci Uthera ma chronić młodego króla przed atakami zła (powrócił do Camelotu po wielu latach). Jednak prawdą jest, że spiskuje z Morganą, aby ona mogła objąć tron w Camelocie. Jego bratem jest Tristian de Bois – Czarny Rycerz, który wstał z grobu w 9 odcinku (został zabity przed Uthera). Pojawia się tylko w czwartej serii.

W 41 odcinku pełni obowiązki króla, gdy Artur wyjechał z zamku, a następnie zamyka bramę przed wieśniakami, którzy chcą się schronić w zamku, ale pod naciskiem Gwen zmienia decyzję. W 42 odcinku nakłada na Uhera koralik zaczarowany przez Morganę, aby odwrócić uzdrawiające zaklęcia Merlina. W 44 odcinku namawia Artura do zabicia króla Kyrliona, który naruszył granice Camelotu, co niemal doprowadza do wojny. W tymże odcinku odradza Arturowi małżeństwo z Gwen. W 46 odcinku oskarża Gajusza o zdradę, a następnie porywa go razem z Morganą i Alatorem. Na koniec odcinka chce własnoręcznie zabić medyka, ale uniemożliwia mu to Gwaine. W 48 odcinku informuje Morganę o tym, że Artur chce poślubić Gwen, a ta wskrzesza Lancelota, który ma uwieść Ginewrę. Na koniec odcinka informuje Artura o romansie Lancelota i Gwen. W 50 odcinku dostarcza Morganie plany tunelów pod Camelotem, co umożliwia jej zaatakowanie zamku. W 51 odcinku razem z Morganą i Heliosem zdobywa Camelot, a następnie szuka Artura w celu zabicia go. W 52 odcinku atakuje Artura w Ealdorze, zmuszając go do ucieczki przez podziemia. Następnie spotyka Merlina, który go zabija. Przed śmiercią Agravaine dowiaduje się, że Merlin ma moc i domyśla się, że to on jest Emrysem.
- Mordred – młody druid. Ma dar porozumiewania się w umyśle bez użycia słów (tak jak Morgana, Merlin i Wielki Smok).

Sezon 1: Zostaje skazany na śmierć przez Uthera za praktykowanie magii w 8 odcinku. Jednak ranny i chory chłopiec zostaje uratowany przy pomocy Morgany, Artura, Merlina, Gwen i Gajusza. Smok, który był przeciwny ratowaniu chłopca, twierdzi, że przeznaczeniem Mordreda jest zabójstwo Artura.
Sezon 2: W drugiej serii pojawia się w 16 i 24 odcinku, w tych odcinkach jest dobry dla Morgany, w nagrodę za uratowanie mu życia.
Sezon 5: Mordred powraca w 53 odcinku, gdzie spiskuje z Morganą, ale odwraca się od niej w 54 odcinku ratując Arturowi życie raniąc czarownicę, przez co w nagrodę zostaje na koniec odcinka pasowany na rycerza Camelotu. W 57 odcinku zalicza swój pierwszy patrol jako rycerz Camelotu. Następnie idzie razem z Arturem do Disir, gdzie zostaje ciężko ranny osłaniając króla. Mimo złych rokowań Mordred przeżywa. W 61 odcinku śledzi Artura i Merlina podczas ich drogi do kotła Arianrod, a następnie pomaga Arturowi w uwolnieniu się ze skał i jest obecny przy odczarowywaniu Gwen. W 62 odcinku ukochana Mordreda Kara zostaje skazana na śmierć przez Artura za magię i powieszona mimo próśb Mordreda. Następnie Mordred ucieka z lochów za pomocą magii i przechodzi na stronę Morgany, którą informuje, że Emrys to tak naprawdę Merlin. W 64 odcinku Morgana daje mu miecz zrobiony w oddechu Aithusy, a następnie Mordred uczestniczy w bitwie na przełęczy Camlan. W 65 odcinku rani Artura swoim "Excaliburem", ale ranny Artur zadaje Mordredowi śmiertelny cios. Jego ciało zostaje pochowane przez Morganę w kamiennym grobie. Kilka dni później król również umiera przez zadane mu rany, co znaczy, że wróżba przepowiedziana gdy Mordred był chłopcem spełniła się.
- Nimueh – zła czarownica, kapłanka starej religii, która w pierwszej serii chciała zniszczyć Camelot. Przy jej pomocy urodził się Artur. Nie powiedziała ona wówczas Utherowi, że ceną posiadania syna jest śmierć żony, przez co król ją wypędził z Camelotu i zakazał stosowania magii.

W 3 odcinku tworząc potwora w źródle wody pitnej wywołuje epidemię w Camelocie. W 4 odcinku dodaje truciznę do kielicha Artura, aby Merlin, któremu mówi o zatrutej zawartości kielicha wypił płyn i zginął. W 9 odcinku powoduje powstanie Czarnego Rycerza z grobu, który chciał zabić Uthera. Ginie w 13 odcinku z ręki Merlina po tym jak Gajusz chciał oddać swoje życie za Merlina na Wyspie Błogosławionych.
- Sir Lancelot – jeden z Rycerzy Okrągłego Stołu. Pochodzi ze wsi, która została zaatakowana przez zbójów, kiedy Lancelot był mały. Ocalał on jako jedyny z rzezi, ale zginęli w niej jego rodzice. Wtedy Lancelot poprzysiągł być rycerzem Camelotu, aby nigdy więcej nie być bezbronnym.

Sezon 1: Po przybyciu do Camelotu w 5 odcinku zaprzyjaźnia się z Merlinem, którego ratuje przed gryfem. Zakochuje się wtedy w Gwen. Merlin przy pomocy magii podrabia dla niego świadectwo szlachectwa (Lancelot podaje się za 5 syna Eldreda z Nortumbrii), przez co Lancelot może przystąpić do szkolenia na rycerza. Po pozytywnym przejściu wszystkich prób Lancelot zostaje pasowany na rycerza Camelotu, ale wkrótce zostało odkryte fałszerstwo i Lancelot trafia do lochu, z którego zostaje wypuszczony przez Artura bez wiedzy króla. Książę każe mu odjechać, ale Lancelot wyrusza walczyć z gryfem. Merlin, który jedzie z nim, zabija potwora przy użyciu magii. Jednak zabicie gryfa przypisano Lancelotowi, za co Artur chce, aby Lancelot został rycerzem. On jednak nie chce zebrać laurów za coś czego nie zrobił i odjeżdża z Camelotu. Wcześniej mówi Merlinowi, że zna jego sekret, gdyż widział jak używa on magii, aby zabić gryfa. Oświadcza mu jednak, że nie wyjawi tego sekretu nikomu.
Sezon 2: Lancelot powraca w 17 odcinku, kiedy zarabia walcząc w klatce na śmierć i życie u Hengisa. Spotyka wtedy Gwen, która jest porwana jako Morgana przez zbójów na okup. Lancelot, który nadal kocha Gwen, chce ją uratować, gdyż ma być zabita, ponieważ Hengis nie dostaje okupu (nie wie on, że prawdziwa Morgana jest w Camelocie). Lancelot wyprowadza ją z więzienia, jednak zostaje złapana i razem z nim ma zginąć pożarta w klatce przez Wilderena. Dwójkę ratuje jednak Artur razem z Merlinem, którzy przychodzą do zamku Hengisa po Gwen. Lancelot dowiaduje się wtedy o uczuciach Artura i Gwen i mówi Merlinowi, że nie wejdzie między nich, a następnie odchodzi.
Sezon 3: Lancelot ponownie powraca w 39 odcinku, gdzie idzie pomóc Arturowi w walce z Morgause, po tym jak Merlin posyła po niego. Razem z Percivalem zrzuca kamienie do wąwozu odcinając drogę wojskom Morgause. Następnie razem z towarzyszami idzie do starożytnego zamku, gdzie zostaje pasowany na rycerza i opowiada się po stronie Artura. W nocnej rozmowie z Merlinem poznaje jego plany i postanawia z nim współpracować. Następnego dnia razem z towarzyszami idzie walczyć o Camelot, ale razem z Merlinem odłącza się, aby zdjąć dzwon, ale w rzeczywistości razem z Merlinem idzie wylać krew z Kielicha Życia. W walce z nieśmiertelnymi zostaje ranny, ale udaje im się wygrać.
Sezon 4: W 40 odcinku razem z Arturem idzie na Wyspę Błogosławionych, aby naprawić zasłonę między światem żywych i zmarłych. W następnym odcinku, po dotknięciu Doroka przez Merlina i jego chorobie wiezie czarownika do Gajusza, ale ten zdrowieje w trakcie drogi. Następnie Lancelot razem z Merlinem spotyka Wielkiego Smoka, a następnie dogania Artura w drodze na Wyspę Błogosławionych. Na wyspie oddaje swoje życie, aby naprawić zasłonę między światem żywych i zmarłych i tym samym kończy śmiercionośne ataki Doroka, jednak sam ginie. Później w Camelocie odbywają się symboliczne uroczystości pogrzebowe rycerza.
W 48 odcinku Lancelot zostaje wskrzeszony przez Morganę (musi wykonywać rozkazy czarownicy), aby uwieść Gwen i nie dopuścić do jej małżeństwa z Arturem. Następnie idzie do Camelotu i bierze udział w turnieju rycerskim, w którym dochodzi do finału, gdzie walczy w nierozstrzygniętej walce z Arturem. W międzyczasie mieszka u Merlina, ale ten odkrywa, że Lancelot to "cień" i został wskrzeszony. Lancelot daje Gwen magiczną bransoletę od Morgany przez co ta zakochuje się w nim. Przez romans Lancelota i Gwen Artur skazuje Ginewrę na wygnanie, a Lancelot zostaje wtrącony do lochu, gdzie popełnia samobójstwo po odczytaniu następnego rozkazu Morgany przyniesionego przez Agravaine'a. Ciało Lancelota zostaje skremowane przez Merlina na łodzi na jeziorze.
- Morgause – przyrodnia siostra Morgany, zła czarodziejka, która pragnie zguby Camelotu. Umie dobrze walczyć, pokonała Artura w pojedynku rycerskim w 21 odcinku, ale nie zabiła go mimo okazji.

Po raz pierwszy pojawiła się w 21 odcinku, gdy informuje Artura, że Uther poświęcił żonę, aby mieć syna. Za jej namową Morgana przechodzi na stronę zła w 25 odcinku. W 28 i 33 odcinku współpracuje z Cenredem, w celu zabicia Artura. W tymże odcinku rzuca na Camelot zaklęcie, które powoduje zaśnięcie wszystkich mieszkańców miasta i powoduje powstanie z grobu dawnych rycerzy, którzy atakują Camelot. W trzeciej serii razem z Morganą chce zguby Camelotu. W 38 odcinku współpracuje z Cenredem (którego potem zabija) i zdobywa Kielich Życia, dzięki czemu daje wojsku Cenreda nieśmiertelność i zdobywa Camelot, gdzie koronuje swoją siostrę Morganę na królową Camelotu. W następnym odcinku razem z siostrą rządzi królestwem, a następnie próbuje Merlinowi uniemożliwić Merlinowi rozlanie krwi z Kielicha Życia, ale zostaje pokonana przez młodego czarownika i Gajusza, a następnie traci swoją nieśmiertelną armię, a sama zostaje ciężko ranna i znika razem z Morganą. Po raz ostatni pojawia się w 40 odcinku, gdzie jest umierająca i prosi Morganę o dobicie jej, co ta czyni niszcząc jednocześnie zasłonę między światem żywych i umarłych.
- Freya – miłość Merlina. Młoda Druidka, którą Merlin ratuje w 22 odcinku z klatki Helika – Łowcy Nagród. Pochodzi z wioski położonej nad jeziorem, otoczonej przez wysokie góry. Ciąży na niej klątwa przez którą co noc zamieniała się w krwiożerczego kota ze skrzydłami i musi zabijać. Klątwę tą ma, gdyż zabiła w samoobronie syna czarownicy. Przez klątwę Druidzi ją wygnali. Umiera od rany zadanej jej przez rycerzy Camelotu, gdy była potworem. Przed śmiercią mówi Merlinowi, że odwdzięczy mu się. Następnie Merlin umieścił jej ciało na łódce, którą puścił na jezioro Avalon i zapalił łódkę.

Freya powraca w 39 odcinku jako wizja w wodzie od Króla Rybaka i odwdzięcza się Merlinowi za jego dobroć, gdyż informuje go, że nieśmiertelnego może zabić Excalibur, który daje Merlinowi na jeziorze Avalon. W 65 odcinku ponownie zabiera do jeziora Excalibur, który Merlin tam wrzucił.
- Gotfryd z Monmouth – genealog i bibliotekarz Camelotu, pracuje w królewskiej bibliotece, przyjaciel Gajusza, udziela ślubów w Camelocie, często śpi w miejscu pracy, jest członkiem Rady. W 38 odcinku jest zmuszony koronować Morganę na królową Camelotu. Po śmierci Uthera koronuje Artura na króla na końcu 41 odcinka.
- Sir Leon – rycerz Camelotu, jeden z Rycerzy Okrągłego Stołu. W 26 odcinku dowodzi wojskiem Camelotu, gdy nie było Artura, co wskazuje na to, że jest pierwszym człowiekiem w armii po księciu. Jest bardzo odważny i dobrze włada mieczem.

Sezon 3: W 38 odcinku zostaje bardzo ciężko ranny po ataku wojsk Cenreda na patrol Camelotu za rzekome przekroczenie granicy, ale zostaje uzdrowiony przez Druidów z pomocą Kielicha Życia. Później w tym odcinku próbuje walczyć z atakującymi Camelot ludźmi Cenreda, ale nie może z nimi wygrać, gdyż są nieśmiertelni i wycofuje się. W następnym odcinku, po upadku zamku Leon jest zmuszany przez Morganę do posłuszeństwa, ale odmawia jej. Trafia za to do lochów, skąd uwalnia go Gwen. Leon razem z nią udaje się do Artura w przebraniu kobiety. Za nimi idą jednak wojska Morgause, które jednak nie doganiają ich z powodu zepchnięcia skał do wąwozu przez Percivala i Lancelota. Następnie Leon razem z towarzyszami idzie do starożytnego zamku, gdzie zostaje rycerzem Okrągłego Stołu. Następnego dnia razem z Arturem i innymi idzie do Camelotu w celu odzyskania zamku, co udaje się im, gdyż Merlin wylał krew z Kielicha Życia.
Sezon 4: W czwartej serii nadal jest rycerzem Camelotu. W 40 i 41 odcinku razem z Arturem idzie na Wyspę Błogosławionych, aby naprawić zasłonę między światem żywych i zmarłych. W 43 odcinku razem z Arturem idzie do grobu Ashkhanara, w poszukiwaniu Bordena, który chce znaleźć jajo Smoka. W 44 odcinku idzie z Arturem na bitwę z królestwem dowodzonym przez żonę Kyrliona, ale do bitwy nie dochodzi. W 47 odcinku jest pod wpływem Lamii, wykonuje jej rozkazy i staje się agresywny wobec Merlina i Gwen. Zostaje zaatakowany przez dziewczynę jako ostatni z rycerzy po tym jak Leon powraca do zmysłów po zobaczeniu jak Lamia atakuje Percivala. W 48 odcinku zostaje wyeliminowany w półfinale turnieju rycerskiego z okazji ślubu Artura i Gwen (który się nie odbył) przez Artura. W 51 odcinku walczy z rycerzami Heliosa i Morgany, ale jest zmuszony do odwrotu, a po zdobyciu Camelotu przez Morganę ukrywa się w lesie. W 52 odcinku razem z Arturem bierze udział w zwycięskiej bitwie o Camelot.
Sezon 5: W 53 odcinku razem z rycerzami Camelotu bierze udział w poszukiwaniach Gwaine'a i Percivala, ale po napadnięciu ich przez ludzi Morgany Leon wraca do Camelotu. W 56 odcinku bierze udział w wyprawie Artura po ojca Mithian, ale zostaje pojmany przez ludzi Odyna podczas wartowania. Zostaje uwolniony przy pomocy Gwaine'a, który zabija kilku wojowników Odyna i umożliwia Leonowi odzyskanie broni. W 57 odcinku idzie razem z Arturem do Disir. W 58 odcinku zostaje ukąszony przez żmiję w drodze powrotnej od grobu ojca Gwen. Następnie uczestniczy w poszukiwaniach Ginewry w Mrocznej Wieży. W 65 odcinku bierze udział w bitwie na przełęczy Camlan. Na końcu tegoż odcinka oznajmia rycerzom o śmierci Artura.
- Sir Gwaine – jeden z Rycerzy Okrągłego Stołu. Zawadiaka, podróżujący w poszukiwaniu przygód, często bywa w karczmach, jest gadatliwy, pije dużo alkoholu, bardzo dobrze walczy. Jego ojciec był rycerzem, ale zginął w bitwie, gdy Gwaine był jeszcze mały. Nie lubił osób bogatych i szlachetnie urodzonych, ale pod wpływem zachowania Artura zmienia zdanie. Ma dużo starszą siostrę.

Sezon 3: Po raz pierwszy pojawia się w 30 odcinku ratując Artura i Merlina przed zbójami podczas bójki w karczmie. Zostaje wtedy ranny w nogę i Artur zabrał go do Camelotu. Tam zdrowieje i mieszka z Merlinem, z którym się zaprzyjaźnia. Zakochuje się też w Gwen, która jednak nie odwzajemnia jego uczuć i zostają przyjaciółmi. Zostaje wygnany z Camelotu za rzekome włamanie w celu dokonania kradzieży z komnaty zbója (w rzeczywistości Gwaine bronił Merlina, który wszedł do komnaty rycerza, aby wykraść ostry miecz, którym ma walczyć Oswald z Arturem w turnieju, w którym dozwolone jest tylko użycie tępej broni), który za pomocą czarów wygląda jak Sir Oswald i podawaje się za niego. Oswald chce początkowo kary śmierci dla Gwaine'a, ale Artur wstawia się u Uthera i karę zamieniono na wygnanie (w tym momencie Gwaine zmienia zdanie dotyczące szlachetnie urodzonych). Gwaine jednak nie opuszcza zamku i broni Artura przed Oswaldem podczas turnieju rycerskiego Melee, który wygrał Gwaine. Uther zmusza jednak go do opuszczenia zamku, co Gwaine wykonuje.
Ponownie pojawia się w 34 odcinku, gdzie zostaje odnaleziony przez Merlina, który jedzie ratować Artura i potrzebuje pomocy. Jest on wówczas w Mercji, w karczmie i ucieka przed osobami z którymi wygrał w grze hazardowej. Po zapoznaniu się z planami Merlina postanawia pojechać z nim do Ziemi Zatraty, gdzie jest wówczas Artur. Razem z Merlinem udaje im się uratować księcia. Cała trójka razem podróżuje do granicy Camelotu, gdzie Gwaine nie może już dalej jechać, gdyż został wygnany przez Uthera w 30 odcinku, a następnie Gwaine jedzie na południe.
Kolejny raz pojawia się w 38 odcinku, gdzie spotyka Artura i Merlina w lochu handlarza niewolnikami – Jarla. Zmusza on swoich więźniów do walki na śmierć i życie, gdzie obecnym mistrzem jest Gwaine. Musi on walczyć na śmierć i życie z Arturem, co udaje, że robi. Po wywołaniu pożaru przez Merlina Gwaine razem z Arturem i Merlinem ucieka z zamku. Następnie przyłącza się do nich w poszukiwaniach Kielicha Życia, który jednak trafia w ręce Morgause, która tworzy armię nieśmiertelnych i zdobywa Camelot. Dowiaduje się o tym po powrocie do Camelotu. W 39 odcinku opowiada się po stronie Artura przy Okrągłym Stole i zostaje pasowany na rycerza Camelotu. Następnego dnia bierze udział w zwycięskiej bitwie o Camelot.
Sezon 4: W czwartej serii jest rycerzem Camelotu. W 40 i 41 odcinku razem z Arturem idzie na Wyspę Błogosławionych, aby naprawić zasłonę między światem żywych i zmarłych. W 43 odcinku razem z Arturem idzie do grobu Ashkhanara, w poszukiwaniu Bordena, który chce znaleźć jajo Smoka. W 44 odcinku idzie z Arturem na bitwę z królestwem dowodzonym przez królowę Annis, ale do bitwy nie dochodzi. W 46 odcinku pomaga Merlinowi w poszukiwaniach Gajusza. W 47 odcinku jest pod wpływem Lamii, wykonuje jej rozkazy i staje się agresywny wobec Merlina i Gwen. Zostaje zaatakowany przez dziewczynę jako drugi z rycerzy. W 51 odcinku spowalnia rycerzy Morgany, w celu ochrony Artura, za co zostaje wtrącony do lochu. W następnym odcinku jest więźniem i jest zmuszony walczyć na śmierć i życie w celu zapewnienia rozrywki Morganie. Na koniec odcinka jest uwolniony przez Percivala, a Camelot odzyskuje Artur.
Sezon 5: W 53 odcinku zostaje napadnięty przez wilki w drodze do Ismeru, a następnie wzięty do niewoli przez Morganę i zmuszony do pracy w podziemiach w poszukiwaniu Diamaira – klucza do mądrości. W 54 odcinku sprawdza tajemnicze światła w kopalni, gdzie zostaje pobity przez ludzi Morgany, ale zostaje uleczony przez dziwnego stworka, którym okazuje się być sam Diamair. Następnie zostaje odbity przez Artura i wraca do Camelotu. W 56 odcinku bierze udział w wyprawie Artura po ojca Mithian, ale po zranieniu Merlina przez Morganę zostaje z nim, ale po wyzdrowieniu czarodzieja udaje się razem z nim do Artura, który wpada w zasadzkę, a następnie Gwaine walczy z ludźmi Odyna uwalniając Leona i Elyana. W 57 odcinku idzie razem z Arturem do Disir, gdzie zostaje przez nie zaatakowany. W 58 odcinku uczestniczy w poszukiwaniach Ginewry w Mrocznej Wieży. W 64 odcinku zaprowadza pozbawionego mocy Merlina do Kryształowej Gruty chroniąc go przed zbójami, a następnie bierze udział w bitwie na przełęczy Camlan w 65 odcinku. Wcześniej zakochuje się w Eirze, która jest szpiegiem Morgany i donosi jej o działaniach Artura, ale po dowiedzeniu się o prawdziwych intencjach dziewczyny podaje jej fałszywe informacje, a następnie pozwala na jej śmierć. Następnie planuje razem z Percivalem zamach na Morganę, ale zostaje pojmany i przez tortury wyjawia Morganie o miejscu pobytu Artura. Na koniec umiera na rękach Percivala od ran zadanych podczas tortur.
- Sir Percival – jeden z Rycerzy Okrągłego Stołu, jest bardzo silny, jego rodzinę zabiła armia Cenreda.

Sezon 3: Po raz pierwszy pojawia się w 39 odcinku, gdy razem z Lancelotem pomaga Arturowi zrzucając skały do wąwozu odcinając tym samym drogę wojskom Morgause. Następnie idzie z nim do starożytnego zamku, gdzie opowiada się po stronie Artura przy Okrągłym Stole i zostaje pasowany na rycerza Camelotu. Następnego dnia bierze udział w zwycięskiej bitwie o Camelot.
Sezon 4: W czwartej serii jest rycerzem Camelotu. W 40 i 41 odcinku razem z Arturem idzie na Wyspę Błogosławionych, aby naprawić zasłonę między światem żywych i zmarłych. W 43 odcinku razem z Arturem idzie do grobu Ashkhanara, w poszukiwaniu Bordena, który chce znaleźć jajo Smoka. W tejże wyprawie zostaje raniony bełtem z kuszy w nogę. W 44 odcinku idzie z Arturem na bitwę z królestwem dowodzonym przez żonę Kyrliona, ale do bitwy nie dochodzi. W 47 odcinku jest pod wpływem Lamii (którą znajduje), wykonuje jej rozkazy i staje się agresywny wobec Merlina i Gwen. Zostaje zaatakowany przez dziewczynę jako trzeci z rycerzy. W 51 odcinku ucieka razem ze zdobytego przez Morganę Camelotu, ale gubi Artura i Merlina w lesie. W 52 odcinku razem z Arturem bierze udział w zwycięskiej bitwie o Camelot, a następnie uwalnia Gwaine'a, Gajusza i Elyana z lochu.
Sezon 5: W 53 odcinku zostaje napadnięty przez wilki w drodze do Ismeru, a następnie jest wzięty do niewoli przez Morganę i zmuszony do pracy w podziemiach w poszukiwaniu Diamaira – klucza do mądrości. W 54 odcinku pracuje w podziemiach, a na końcu odcinka spotyka Artura, który daje mu miecz, a następnie Percival zabija kolejnych ludzi Morgany uwalniając tym samym innych rycerzy Camelotu. Na koniec odcinka wraca do zamku. W 55 odcinku zostaje ugodzony toporem przez ducha Uthera. W 56 odcinku bierze udział w wyprawie Artura po ojca Mithian i idzie z Arturem do jaskini, gdzie wpada w zasadzkę, ale zostaje uwolniony przez Merlina. W 57 odcinku idzie razem z Arturem do Disir. W 58 odcinku zostaje ukąszony przez żmiję w drodze powrotnej od grobu ojca Gwen. Następnie uczestniczy w poszukiwaniach Ginewry w Mrocznej Wieży. W 65 odcinku bierze udział w bitwie na przełęczy Camlan. Następnie razem z Gwainem planuje zamach na Morganę i Percival przebija ją mieczem (jednak nie może jej zabić, gdyż Morgana jest najwyższą kapłanką i jest odporna na broń śmiertelników), ale zostaje porwany i uwięziony, ale uwalnia się z więzów, a następnie jest obecny przy śmierci Gwaine'a.
- Sir Elyan – jedyny brat Gwen, jeden z Rycerzy Okrągłego Stołu.

Sezon 3: Po raz pierwszy pojawia się w 33 odcinku, gdy zostaje uprowadzony przez Cenreda, Morgause i Morganę. Spotyka on wówczas swoją siostrę pierwszy raz od 4 lat. Zostaje uwolniony przez Artura i osiada w Camelocie, gdzie zakłada kuźnię. Powraca w 38 odcinku, gdzie spotyka Artura, Merlina i Gwaine'a w swoim mieszkaniu, podczas gdy nieśmiertelne wojska Morgause zdobywają Camelot, a następnie idzie z nimi. W 39 odcinku opowiada się po stronie Artura przy Okrągłym Stole i zostaje pasowany na rycerza Camelotu. Następnego dnia bierze udział w zwycięskiej bitwie o Camelot.
Sezon 4: W czwartej serii jest rycerzem Camelotu. W 40 i 41 odcinku razem z Arturem idzie na Wyspę Błogosławionych, aby naprawić zasłonę między światem żywych i zmarłych. W 43 odcinku razem z Arturem idzie do grobu Ashkhanara, w poszukiwaniu Bordena, który chciał znaleźć jajo Smoka. W 44 odcinku idzie z Arturem na bitwę z królestwem dowodzonym przez królowe Annis, ale do bitwy nie dochodzi. W 47 odcinku jest pod wpływem Lamii, wykonuje jej rozkazy i staje się agresywny wobec Merlina i Gwen. Zostaje zaatakowany przez dziewczynę jako pierwszy z rycerzy. W 49 odcinku dotyka wody w Sanktuarium Druidów przez co nawiedza go duch chłopca zamordowanego przez Artura, przez co Elyan zachowuje się nienaturalnie. Następnie duch każe mu zabić Artura, aby naprawić wyrządzone mu zło, po czym Elyan dokonuje ataku na króla za co zostaje wtrącony do lochów, z których uwalnia go Merlin, który chce go uwolnić od ducha. Następnie duch wchodzi w ciało rycerza i ponownie atakuje Artura. Duch zaprzestaje ataków i wychodzi z ciała Elyana po przeprosinach Artura i jego obietnicy o zakończeniu eksterminacji Druidów. W 51 odcinku walczy z rycerzami Morgany podczas jej ataku na Camelot, dowiaduje się wówczas o zdradzie Agravaine'a i ucieka z zamku. Następnie spotyka w lesie Artura, Percivala i Merlina, którzy uciekają z Camelotu. Potem osłania Artura spowalniając goniących go rycerzy Morgany. Zostaje złapany i za pomocą tortur Morgana zdobywa informację, że Artur udaje się do wioski Ealdor. Następnie Elyan zostaje wtrącony do lochu razem z Gajuszem i Gwainem, skąd na końcu 52 odcinka uwalnia go Percival.
Sezon 5: W 53 odcinku razem z rycerzami Camelotu bierze udział w poszukiwaniach Gwaine'a i Percivala, ale po napadnięciu ich przez ludzi Morgany Elyan wraca do Camelotu. W 56 odcinku bierze udział w wyprawie Artura po ojca Mithian, ale zostaje pojmany przez ludzi Odyna podczas wartowania. Zostaje uwolniony przy pomocy Gwaine'a, który zabija kilku wojowników Odyna i umożliwia Elyanowi odzyskanie broni. W 57 odcinku idzie razem z Arturem do Disir. W 58 odcinku zostaje ranny zaczarowanym mieczem podczas poszukiwań Gwen porwanej przez Morganę i Elyan umiera na rękach siostry. Następnie jego ciało zostaje skremowane na łódce na wodach jeziora Avalon w obecności rycerzy Camelotu, Artura, Ginewry, Merlina i Gajusza.
- Cenred – król Essetiru – jednego z sąsiednich królestw Camelotu.

W 28 odcinku on i jego wojska napadają na Camelot za namową Morgause. W 33 odcinku razem z Morgause i Morganą próbuje zabić Artura. W 38 odcinku razem z Morgause zdobywa Kielich Życia, który daje jego wojsku nieśmiertelność. Zostaje jednak zdradzony przez Morgause i ginie z ręki nieśmiertelnego rycerza na jej polecenie. Po jego śmierci królestwo obejmuje Lot.
- Hunith – matka Merlina, wieśniaczka mieszkająca w wiosce Ealdor, przyjaciółka Gajusza. Spłodziła Merlina z Balinorem, którego Gajusz ukrył w jej wiosce.

W 1 odcinku wysyła syna do Camelotu, do swojego przyjaciela Gajusza. W 10 odcinku prosi o pomoc Uthera, gdyż na jej wioskę napadają zbójcy. Uther nie chce jej pomóc, ale Merlin, Morgana, Gwen i Artur jadą do Ealdoru i przy pomocy magii Merlina pokonują napastników. W 13 odcinku Hunith ciężko choruje, gdyż Merlin chce oddać swoje życie za umierającego Artura, a kara spadła nie na Merlina, a na jego matkę. Hunith ponownie pojawia się w 51 odcinku, kiedy spotyka w Ealdorze Merlina, który tam znajduje schronienie razem z Arturem, gdyż Morgana zdobyła Camelot.
- Balinor – ojciec Merlina, jedyny Władca Smoków, który przeżył prześladowania Uthera. W wyniku prześladowań przeniósł się do Ealdoru, gdzie spotkał Hunith i spłodził Merlina. Jednak musiał opuścić wioskę, gdyż ludzie Uthera ścigali go również tam. Zamieszkał w jaskiniach, zapuścił długie włosy i brodę, nie lubił towarzystwa. W jego ucieczce do Ealdoru pomógł mu Gajusz.

Jest poszukiwany przez Artura i Merlina po tym jak Wielki Smok wypuszczony przez Merlina atakuje Camelot. O tym, że jest ojcem Merlina wiedzieli tylko Gajusz i Hunith. Gajusz mówi o tym Merlinowi na początku 26 odcinka, a pod koniec tegoż odcinka Balinor dowiaduje się od Merlina, że jest jego ojcem. Zostaje trafiony strzałą wystrzeloną przez ludzi Cenreda w drodze do Camelotu i umiera na rękach syna. Pojawia się znów w 64 odcinku jako zjawa w Kryształowej Grocie i pomaga Merlinowi w odzyskaniu mocy.
- Aithusa – biały smok, jedyny oprócz Kilgharry przedstawiciel swojego gatunku. W 43 odcinku wylęga się z jaja, które leży w grobowcu Ashkenrah, na wezwanie Merlina. W 52 odcinku uzdrawia Morganę, z którą zaprzyjaźnia się. W 54 odcinku walczy z Merlinem, ale jest zmuszona wycofać się, gdyż Merlin jej tak rozkazuje. W 61 odcinku atakuje Artura, Merlina i Mordreda na rozkaz Morgany, ale ponownie musi zaprzestać ataków z powodu rozkazu Merlina. W 64 odcinku zieje ogniem na miecz na wezwanie Morgany dla Mordreda. W 65 odcinku bierze udział w bitwie na przełęczy Camlan atakując rycerzy Camelotu, ale musi zaprzestać ataków z powodu rozkazu Merlina, który jest Władcą Smoków.
- Helios – wódz i sojusznik Morgany podczas jej ataku na Camelot. Po raz pierwszy pojawia się w 50 odcinku, gdzie porywa Gwen z powodu jej urody. W tymże odcinku razem z Morganą planuje atak na Camelot, który jest możliwy po dostaniu planów tunelów pod Camelotem od Agravaine. W 51 atakuje i zdobywa zamek. W 52 odcinku ginie z ręki Izoldy, którą przed zgonem śmiertelnie godzi mieczem.
- Ygraine Pendragon – matka Artura, żona Uthera. Zmarła przy porodzie Artura, z powodu konieczności oddania życia za powstanie nowego przy pomocy magii. Pojawia się w 21 odcinku jako duch i mówi Arturowi o okolicznościach jego urodzenia. Ponownie pojawia się w 27 i 28 odcinku jako halucynacja Uthera.
- Iseldir – przywódca Druidów. Pojawia się w 8 odcinku, gdzie przyjmuje małego Mordreda z rąk Artura. W 38 odcinku dobrowolnie daje Arturowi Kielich Życia, którym wcześniej uzdrawia Sir Leona. W 43 odcinku od Iseldira Julius Borden skradł część Triskelionu, który jest kluczem do grobowca Ashkanar.
- Audrey – kucharka Camelotu. Pojawia się w 40, 45 i 59 odcinku.